# Kunio Kitamura
Kunio Kitamura (jap. 北村 邦夫, Kitamura Kunio; * 4. August 1968 in der Präfektur Shizuoka) ist ein ehemaliger japanischer Fußballspieler.

## Karriere

### Verein
Kitamura erlernte das Fußballspielen in der Schulmannschaft der Shizuoka Gakuen High School. Seinen ersten Vertrag unterschrieb er 1987 bei Honda FC; dieser spielte in der höchsten Liga, der Japan Soccer League. 1991 wechselte er zum Ligakonkurrenten Matsushita Electric (Gamba Osaka). 1996 beendete er seine Spielerkarriere.

### Nationalmannschaft
Kitamura wurde 1989 in den Kader der japanischen Futsalnationalmannschaft berufen und kam bei der Futsal-Weltmeisterschaft 1989 zum Einsatz.